# Dame de Mycènes
La Mycénienne ou Dame de Mycènes est une des fresques majeures de l'Helladique ancien III B qui nous soient parvenues. Elle provient de la « maison de l'archiprêtre » de la citadelle de Mycènes,. Elle est conservée au Musée national archéologique d'Athènes, sous le n° 11670.

## Description
La fresque a été réalisée selon la technique du buon fresco, c'est-à-dire avec des couleurs à l'eau étendues sur du mortier frais, sans que soient exclus quelques ajouts ou retouches a secco. L'ensemble des fragments, après remontage et restauration, mesure 50 × 70 cm.
La fresque représente une femme, ou peut-être une divinité. Le visage est représenté de profil, tandis que le buste, vu de face, présente une poitrine nettement dessinée, soulignée d'un trait noir. Le reste du corps a disparu, ainsi que l'arrière de la tête. La représentation est bidimensionnelle, avec un travail détaillé des mains. La femme porte un collier à pendentif et des bracelets du même style, comparables aux bijoux de la même période exposés au musée national, datables du XIIIe siècle av. J.-C.

## Sources et références
1. ↑  Ιακωβίδης, Σπ., 1994, «Μυκηναϊκή Τέχνη» στο Γ. Χριστόπουλος (εκδ.)Ελληνική Τέχνη, Η Αυγή της Ελληνικής Τέχνης, Εκδοτική Αθηνών, Αθήνα 235, fig. 9.
2. ↑  Ιακωβίδης, Σπ., 1994, 329.
3. ↑  Sinclair Hood, 1993, Η Τέχνη στην Προϊστορική Ελλάδα, Καρδαμίτσας, Αθήνα, 95, fig. 61